# Tru Calling : Compte à rebours
Pour les articles homonymes, voir Compte à rebours (homonymie).
Tru Calling : Compte à rebours (Tru Calling) est une série télévisée américaine fantastique et dramatique en 26 épisodes de 43 minutes, créée par Jon Harmon Feldman dont 25 épisodes ont été diffusés entre le 30 octobre 2003 et le 21 avril 2005 sur le réseau Fox. La série a été produite par Original Film et Oh That Gus!, Inc. et distribuée à l'international par 20th Century Fox Television.
Au Québec, la série a été diffusée à partir du 24 août 2004 sur Ztélé ; en France à partir du 15 octobre 2004 sur Téva et du 3 septembre 2005 sur M6 dans le cadre de La Trilogie du Samedi ; en Suisse sur TSR1 et TSR2, et en Belgique, à partir du 15 octobre 2006 sur La Deux.

## Synopsis
La série met en scène Tru Davies, une étudiante en médecine, travaillant à mi-temps dans une morgue. Parfois, les cadavres lui demandent de l'aide. Tru revit alors leur dernière journée pour tenter de leur sauver la vie. 

## Distribution

### Acteurs principaux
- Eliza Dushku (VF : Barbara Delsol) : Tru Davies
- Zach Galifianakis (VF : Bruno Choël) : Davis, le responsable de la morgue
- Shawn Reaves (VF : Hervé Rey) : Harrison Davies, le frère de Tru
- Andrea Joy Cook (VF : Véronique Picciotto) : Lindsay Walker, l'amie de Tru (saison 1)
- Jessica Collins (VF : Sophie Baranes) : Meredith Davies, la sœur de Tru (saison 1, épisodes 1 à 14)
- Jason Priestley (VF : Éric Aubrahn) : Jack Harper (dès l'épisode 14)
- Matthew Bomer (VF : Jérémy Bardeau) : Luc, le petit ami de Tru (saison 1)
- Benjamín Benítez : Gardez (saison 1, épisodes 1 à 13)

### Acteurs récurrents et invités
- Cotter Smith (en) (VF : Pierre Dourlens) : Richard Davies (6 épisodes)
- Liz Vassey (VF : Céline Monsarrat) : Dr Carrie Allen (saison 2)
- Eric Christian Olsen (VF : Axel Kiener) : Jensen Ritchie (saison 2, 5 épisodes)
- Lizzy Caplan (VF : Cécile Sanz de Alba) : Avery Bishop (saison 2, 4 épisodes)
- Parry Shen (en) (VF : Fabien Jacquelin) : Tyler Li (saison 2, 3 épisodes)
- Alec Newman (VF : Damien Boisseau) : Michael Mancuso (saison 1, épisode 11)

 Source et légende : version française (VF) sur RS Doublage

## Production
La série a été créée par le producteur et scénariste exécutif Jon Harmon Feldman et filmée à Vancouver, au Canada. Marty Adelsein, Neal H. Moritz, Dawn Parouse et R. W. Goodwin ont aussi été les producteurs exécutifs. L'épisode pilote a été réalisé par le cinéaste australien Phillip Noyce.
Le 20 mai 2004, Fox a renouvelé la série pour une deuxième saison de treize épisodes pour un retour initial le 4 novembre, mais au mois de septembre, Fox a retiré la série de l'horaire avec l'intention d'arrêter la production après le tournage du sixième épisode. En janvier, il a été expliqué que Point Pleasant était un meilleur compagnon avec The O.C. les jeudis soirs. Point Pleasant a été annulé après huit épisodes, Tru Calling a pris sa case horaire à partir du 31 mars 2005.
Le 20 avril 2005, la Fox a annoncé que le sixième et dernier épisode de la saison 2 et de la série ne serait pas diffusé. La série se terminerait sur l'épisode précédent, le dernier étant sur le thème de Noël. Ce dernier a été diffusé le 21 janvier 2008 sur la chaîne Sci Fi Channel aux États-Unis.

## Épisodes

### Première saison (2003-2004)
| N° | Titre                                     | Réalisation                      | Scénario                                          | Première diffusion | Diffusion francophone                               |
| --- | ----------------------------------------- | -------------------------------- | ------------------------------------------------- | ------------------ | --------------------------------------------------- |
| 1 | Question de vie et de mort Pilot          | Phillip Noyce                    | Jon Harmon Feldman                                | 30 octobre 2003    | Québec : 24 août 2004 France : 15 octobre 2004      |
| Tru Davies est une étudiante de médecine de vingt-deux ans qui a vu sa mère se faire assassiner il y a dix ans. Après avoir été refusée dans un stage, elle trouve un emploi à temps partiel à la morgue municipale. Lors du premier quart-de-nuit, elle entend une femme assassinée lui demander de l'aide. Elle se retrouve 24 heures auparavant et découvre qu'elle a le don de changer le destin de la jeune femme assassinée et d'empêcher qu'elle ne meure. |                                           |                                  |                                                   |                    |                                                     |
| 2 | Tout feu, tout flamme Putting Out Fires   | Thomas J. Wright                 | Chris Brancato                                    | 6 novembre 2003    | Québec : 31 août 2004 France : 15 octobre 2004      |
| Lors d'un quart-de-nuit, Tru reçoit l'appel à l'aide d'un pompier et d'une petite fille morts dans un incendie. Elle se retrouve alors la journée précédente, fait connaissance avec le pompier et en tombe amoureuse. Elle confie son secret à son frère Harrison qui a de la misère à la croire. |                                           |                                  |                                                   |                    |                                                     |
| 3 | Amour assassiné Brother's Keeper          | Paul Shapiro                     | Jon Harmon Feldman                                | 13 novembre 2003   | Québec : 7 septembre 2004 France : 22 octobre 2004  |
| Un soir, Harrison, le frère de Tru, tue l'ex-mari de sa petite amie. À la morgue, le corps de la victime demande l'aide de Tru. Celle-ci découvre que Sara, l'amie de Harrison, cache bien des secrets. |                                           |                                  |                                                   |                    |                                                     |
| 4 | Soirée macabre Past Tense                 | Jeff Woolnough                   | Zack Estrin et Chris Levinson                     | 20 novembre 2003   | Québec : 14 septembre 2004 France : 22 octobre 2004 |
| Cinq personnes qui fêtaient l'enterrement de vie de garçon de l'un d'eux, meurent empoisonnés au cours de la soirée. Les cinq victimes demandent l'aide de Tru lors de leur arrivée à morgue. Tru découvre qu'il y avait une sixième personne à la fête et que c'est elle qui a empoisonné les cinq autres. |                                           |                                  |                                                   |                    |                                                     |
| 5 | L'Expérience interdite Haunted            | Michael Katleman                 | Douglas Petrie                                    | 4 décembre 2003    | Québec : 21 septembre 2004 France : 29 octobre 2004 |
| Le cadavre d'une jeune étudiante en médecine arrive à la morgue et demande l'aide de Tru. Celle-ci découvre qu'elle faisait des expériences sur la mort avec deux autres étudiants afin de découvrir un secret de son passé. Davis, le patron de Tru, lui annonce qu'il connait son don et se propose de l'aider dans son «travail». |                                           |                                  |                                                   |                    |                                                     |
| 6 | Les Amants maudits Star Crossed           | Sanford Bookstaven               | Chad Hodge                                        | 11 décembre 2003   | Québec : 28 septembre 2004 France : 29 octobre 2004 |
| Un couple de jeunes élèves du secondaire sont tués dans un accident d'auto. Le jeune garçon demande l'aide de Tru. Cette fois, celle-ci à l'aide de Davis pour régler le problème. Tru découvre que les élèves morts n'étaient pas amants mais qu'ils se connaissaient par l'entremise du frère de la fille qui croyait qu'elle était amoureuse de lui. Le frère jalousait le garçon à cause de sa richesse. Tru découvre que les deux garçons ont fait une course d'autos à l'endroit où le couple a été tué. |                                           |                                  |                                                   |                    |                                                     |
| 7 | Qui a tué Mark Evans ? Morning After      | Dave Barrett                     | Robert Doherty                                    | 18 décembre 2003   | Québec : 5 octobre 2004 France : 5 novembre 2004    |
| Tru reçoit un appel de Mark Evans, son ex-petit ami qui tente de renouer avec elle. Le soir, lors d'une fête qu'elle a organisée, il vient la harceler chez elle. Pendant la nuit, Tru se réveille avec Mark assassiné près d'elle. Elle se retrouve aussitôt 24 heures auparavant et tente d'élucider les circonstances de sa mort. |                                           |                                  |                                                   |                    |                                                     |
| 8 | La Dernière Chance Closure                | David Solomon                    | Jon Harmon Feldman                                | 8 janvier 2004     | Québec : 12 octobre 2004 France : 5 novembre 2004   |
| Un soldat à l'article de la mort est tué accidentellement lorsqu'il tente de sortir de force de l'hôpital. Il se retrouve à la morgue et demande l'aide de Tru. Celle-ci l'aide à retrouver son ex-petite amie qu'il n'a pas revue depuis son départ pour la guerre d'Afghanistan. |                                           |                                  |                                                   |                    |                                                     |
| 9 | La Coupable idéale Murder in the Morgue   | David Solomon                    | Zack Estrin et Chris Levinson                     | 15 janvier 2004    | Québec : 19 octobre 2004 France : 12 novembre 2004  |
| Une jeune femme se fait tuer le jour de son mariage. Un homme se présentant comme son fiancé arrive à la morgue et demande à rester seule avec le corps. Tru et Davis le surprennent en train de retirer la balle du corps. Il tire alors sur eux au moment où la jeune mariée demande l'aide de Tru. Celle-ci se retrouve alors 24 heures auparavant et enquête sur les heures précédant le meurtre. Elle ne peut empêcher la jeune mariée de se faire tirer dessus mais découvre que le fiancé qui s'est présenté à la morgue est en fait son ex-petit ami. Le même jour, Tru parvient à prouver à Harrison qu'elle a vraiment un don. |                                           |                                  |                                                   |                    |                                                     |
| 10 | Retrouvailles Reunion                     | Allan Krocken                    | Douglas Petrie                                    | 22 janvier 2004    | Québec : 26 octobre 2004 France : 12 novembre 2004  |
| Cinq ans après la fin de son secondaire, Tru se rend à une fête des anciens du lycée. Candace Ames, son ancienne amie de l'époque, est assassinée pendant la soirée et demande l'aide de Tru. Celle-ci revit la dernière journée et tente de lui sauver la vie. Comme elle était détestée par une bonne partie du lycée à l'époque, plusieurs personnes sont soupçonnées. |                                           |                                  |                                                   |                    |                                                     |
| 11 | Le Jour le plus long The Longest Day      | David Grossman                   | Dana Greenblatt                                   | 5 février 2004     | Québec : 2 novembre 2004 France : 19 novembre 2004  |
| Tru revit quatre fois la même journée et ces événements ont tous rapport avec la famille Mancuso, dont le père est tué lors d'un hold-up manqué dans une épicerie et dont la petite fille a une maladie cardiaque grave. Finalement, Tru laisse mourir le père afin que l'on puisse transplanter son cœur dans le corps de sa petite fille. |                                           |                                  |                                                   |                    |                                                     |
| 12 | Mortelle Saint-Valentin Valentine         | Paul Shapiro                     | Robert Doherty                                    | 12 février 2004    | Québec : 9 novembre 2004 France : 19 novembre 2004  |
| Tru, Luc, Harrison et Lindsay passent la Saint-Valentin ensemble dans un motel situé dans une région boisée. La supposée victime d'un tueur en série demande son aide et Tru revit la journée. Elle et Harrison sont obligés de mentir à leurs copains pour enquêter sur le crime et ils découvrent que la victime était le tueur en série. Lorsque tout se termine, Lindsay pardonne à Harrison de lui avoir menti mais Luc rompt avec Tru. |                                           |                                  |                                                   |                    |                                                     |
| 13 | Beautés fatales Drop Dead Gorgeous        | Michael Kellerman                | Scott Shepherd                                    | 18 mars 2004       | Québec : 16 novembre 2004 France : 26 novembre 2004 |
| Lindsay organise un concours de beauté dans lequel Harrison est membre du juré. Durant l'événement, l'une des candidates meurt empoisonnée dans sa loge. Présente, Tru se fait demander de l'aide par cette fille et retourne dans le passé. Pour mieux enquêter sur l'affaire, elle s'inscrit elle-aussi comme candidate. Pendant ce temps, une journaliste interroge Davis sur les agissements de Tru. Plus tard, Davis avoue à Tru que sa mère possédait le même don qu'elle. |                                           |                                  |                                                   |                    |                                                     |
| 14 | Secrets de famille Daddy's Girl           | Jesus Salvano Trevino            | Chris Levinson, Zack Estrin et Jon Harmon Feldman | 25 mars 2004       | Québec : 23 novembre 2004 France : 26 novembre 2004 |
| Tru, Meredith et Harrison sont invités à l'anniversaire de leur père par Jordan, sa deuxième femme. Tru refuse d'y aller puis s'y rend. La rencontre avec son père est plutôt fraîche et elle retourne à son travail. Là, elle s'aperçoit que Jordan a été assassinée. Celle-ci lui demande de l'aide. Tru passe la journée avec elle et parvient effectivement à lui sauver la vie. Tru découvre que l'agresseur n'est autre que celui qui a assassiné sa mère il y a dix ans. Pendant ce temps, Davis engage Jack Harper, un expert médico-légal. |                                           |                                  |                                                   |                    |                                                     |
| 15 | Le Dilemme The Getaway                    | Guy Bee                          | Scott Shepherd                                    | 1er avril 2004     | Québec : 30 novembre 2004 France : 3 décembre 2004  |
| Tru doit sauver la journaliste qui enquête sur elle. Elle a été tuée lors d'un hold-up dans un café-resto. Tru découvre que le voleur a une complice qui lui sert de fausse otage. Jack Harper sabote les efforts de Tru en encourageant Harrison à parier sur des courses de chevaux. |                                           |                                  |                                                   |                    |                                                     |
| 16 | Rien ne va plus Two Pair                  | Rick Rosenthal                   | Doris Egan                                        | 8 avril 2004       | France : 3 décembre 2004 Québec : 7 décembre 2004   |
| Deux personnes demandent l'aide de Tru. L'un est un joueur compulsif qui a tout perdu au jeu et qui s'est suicidé parce qu'il n'ose pas le dire à sa femme. L'autre est une jeune étudiante stagiaire qui s'est fait tuer après avoir gagné au poker. Harrison aide Tru à sauver ces deux personnes qui se retrouvent à la même table de poker. Tru et Harrison s'organisent pour faire perdre la fille et faire gagner l'homme. Celui-ci survit à une attaque à main armée à la suite de la partie mais l'étudiante se suicide pour échapper à la honte. Tru et Harrison sont surpris car ils croyaient lui avoir sauvé la vie en la convainquant de ne pas en venir à cette extrémité. Ils se demandent ce qui a pu déraper.                                       |                                           |                                  |                                                   |                    |                                                     |
| 17 | Libre arbitre Death Becomes Her           | Michael Katleman                 | Robert Doherty                                    | 15 avril 2004      | France : 10 décembre 2004 Québec : 14 décembre 2004 |
| Carly Anders est une actrice renommée qui demande une entrevue à la morgue car elle prétend que son rôle dans un prochain film se déroule dans une morgue. C'est Tru qui lui fait visiter le bâtiment et qui répond à ses questions. Le soir, le corps de Carly est retrouvé assassiné près d'un cours d'eau, sa voiture dans la rivière. Elle demande l'aide de Tru qui se retrouve 24 heures auparavant. Elle suit l'actrice et découvre qu'elle organise une fausse mort pour échapper à un chantage. Elle lui sauve tout de même la vie mais ne peut empêcher qu'elle disparaisse volontairement avec sa famille. Pendant ce temps, Harrison est devenu ami avec Jack Harper. Celui-ci le convainc que Lindsay n'est pas une fille pour lui et c'est la rupture. |                                           |                                  |                                                   |                    |                                                     |
| 18 | Fenêtre sur cour Rear Window              | Michael Katleman et Paul Shapiro | William Sind                                      | 22 avril 2004      | France : 10 décembre 2004 Québec : 21 décembre 2004 |
| Tru a une voisine du nom de Chris Barronson. Le soir, un homme dénommé Chris Barronson arrive à la morgue mort assassiné. Il demande l'aide de Tru qui revit de nouveau une journée. Elle découvre que c'est l'homme qui est le vrai Chris Barronson et que la femme a emprunté son nom. C'est sous ce nom qu'avec une fausse carte elle emprunte et qu'elle achète. Tru parvient non sans mal à régler le problème et la femme est arrêtée. Jack Harper emménage dans un logement tout près de chez Tru. Davis découvre par hasard que Jack peut lui-aussi revivre une journée et qu'il a le même don que Tru. |                                           |                                  |                                                   |                    |                                                     |
| 19 | Le Cri du cœur D.O.A.                     | Dan Lemer                        | Zack Estrin et Chris Levinson                     | 29 avril 2004      | France : 17 décembre 2004 Québec : 28 décembre 2004 |
| Tru est tout d'abord contente que Jack ait le même don qu'elle car elle croit qu'ils pourront s'entraider. Davis reste cependant sceptique. Tout se gâte cependant lorsqu'un médecin mort d'une crise cardiaque demande de l'aide. Tru et Jack se retrouvent 24 heures auparavant mais la première s'aperçoit vite que le deuxième s'ingénie à lui mettre des bâtons dans les roues. Finalement, Tru s'aperçoit que la philosophie de Jack se résume à laisser mourir les personnes mortes qui demandent de l'aide pour ne pas influer le destin. |                                           |                                  |                                                   |                    |                                                     |
| 20 | À armes égales Two Weddings and A Funeral | Michael Katleman                 | Jon Harmon Feldman                                | 29 avril 2004      | France : 17 décembre 2004 Québec : 4 janvier 2005   |
| Le jour du mariage de Lindsay, Harrison est abattu par un ex-mari jaloux. Il demande l'aide de Tru qui trouve Jack sur son chemin. Elle parvient non sans mal à sauver Harrison mais Jack fait en sorte que l'ex-mari croit que c'est Luc, le petit ami de Tru, qui sort avec sa femme. Tru arrive en retard et l'ex abat Luc. Le jour des funérailles, Jack a une conversation inattendue avec le père de Tru, qui semble avoir joué le même rôle auprès de sa mère que celui de Jack avec Tru. |                                           |                                  |                                                   |                    |                                                     |

### Deuxième saison (2005)
| N° | # | Titre                                                 | Réalisation            | Scénario           | Première diffusion | Diffusion francophone                             |
| --- | - | ----------------------------------------------------- | ---------------------- | ------------------ | ------------------ | ------------------------------------------------- |
| 21 | 1 | Sauvetage en mer Perfect Storm                        | Michael Katleman       | Jon Harmon Feldman | 31 mars 2005       | France : 12 novembre 2005 Québec : 31 mai 2006    |
| Deux mois ont passé depuis la mort de Luc. Grâce à l'ifluence de Davis, Tru a réussi à s'inscrire à des cours de médecine. Tout à coup, Jack réapparait, plus arrogant que jamais. Tru travaille toujours à la morgue. Le corps d'une garde-côte morte en mer arrive et demande l'aide de Tru. Celle-ci revient en arrière et tente de lui sauver la vie mais Jack, lui-aussi revenu en arrière, fait tout pour qu'elle meurt. Il a pour cela l'aide de Richard Davies, le père de Tru. Tru emprunte un canot et sauve finalement la vie de la garde-côtière. |   |                                                       |                        |                    |                    |                                                   |
| 22 | 2 | Travail d'équipe Grace                                | Dan Lerner             | Doris Egan         | 31 mars 2005       | France : 12 novembre 2005 Québec : 7 juin 2006    |
| Jack Harper et Richard Davies ont trouvé le moyen de se débarrasser de Tru. Jack l'accuse de meurtre lorsqu'elle tente en vain de sauver la vie d'un psychiatre assassiné par son patient psychopathe. Tru a toute la police de la ville à ses trousses et n'obtient que l'aide de Harrison et de Davis. Une policière est tuée alors qu'elle tentait de l'arrêter et demande son aide. Grâce à cet appel, Tru s'en tire et parvient à sauver la vie du psychiatre et de la policière. |   |                                                       |                        |                    |                    |                                                   |
| 23 | 3 | Pistes multiples In the Dark                          | Rick Rosenthal         | Jane Espenson      | 7 avril 2005       | France : 19 novembre 2005 Québec : 14 juin 2006   |
| C'est l'anniversaire de Tru. Harrison et Davis ont organisé une fête à la morgue avec tous leurs amis, y compris les étudiants Jensen, Avery et Tyler ainsi que la docteure Carrie Allen sur qui Davis a le béguin. Tout à coup, Tru reçoit un appel à l'aide et elle revit sa journée sans savoir qui elle doit sauver. Elle enquête sur Jensen et Avery mais Davis croit plutôt que c'est Carrie, qui vient de recevoir des menaces de mort. Tru découvre trop tard que Jack les a menés sur une fausse piste. C'est le concierge qui a été électrocuté dans les sous-sols de la morgue qui est la véritable victime. |   |                                                       |                        |                    |                    |                                                   |
| 24 | 4 | Le Monde à l'envers Last Good Day                     | Michael Katleman       | Richard Hatem      | 14 avril 2005      | France : 19 novembre 2005 Québec : 21 juin 2006   |
| Tru revit une journée sans avoir reçu d'appel à l'aide. C'est plutôt Jack qui s'est fait demander de l'aide par Megan, une jeune femme qui vient de se suicider en se jetant du haut d'une tour. Cette jeune femme a la leucémie et elle s'est payée une assurance-vie de 100 000 $ que sa sœur recevrait après sa mort mais le contrat est nul s'il s'agit d'un suicide. Megan demande à Jack de transformer le suicide en accident. Tru fait sa connaissance. Sa connaissance de la journée fait qu'elle peut gagner 100 000 $ aux courses, montant qu'elle envoie aussitôt à la sœur de Megan. Jack fait cependant en sorte que l'accident ait lieu quand même mais il ne semble pas en être très fier. Sur ce coup, il a reçu l'aide du docteur Carrie Allen, l'amie de Davis. |   |                                                       |                        |                    |                    |                                                   |
| 25 | 5 | Plus forte que le destin Enough                       | Guy Norman Bee         | Robert Doherty     | 21 avril 2005      | France : 26 novembre 2005 Québec : 28 juin 2006   |
| Jensen, le nouveau petit ami de Tru, est tué lors d'une attaque à main armée dans une boutique. Tru attend en vain près de son corps à la morgue un appel à l'aide. C'est à la suite d'une demande d'aide de la part d'un forçat évadé mort après une poursuite policière en auto qu'elle peut revenir en arrière. Elle reçoit l'aide de Harrison qui s'occupe de l'évadé tandis qu'elle fait en sorte que Jensen reste en vie. Jack a tenté de le faire mourir dans l'accident d'auto du forçat mais il a échoué. |   |                                                       |                        |                    |                    |                                                   |
| 26 | 6 | Trêve de Noël T'was the Night Before Christmas… Again | Jesús Salvador Treviño | Zack Estrin        | 21 janvier 2008    | France : 26 novembre 2005 Québec : 5 juillet 2006 |
| C'est la veille de Noël. Harrison, qui a décidé de filer son père parce qu'il croit qu'il a une liaison, découvre qu'il a des relations avec Jack Harper. Tru reçoit une demande d'aide de la part d'une femme morte il y a 6 mois. Harrison, qui revit également la journée, a tout oublié de l'incident avec son père. Jack aide Tru à enquêter sur la fille qui a demandé de l'aide. Jack est invité au réveillon de Noël qu'organise Tru. Elle le présente à son père qui le connait évidemment déjà. |   |                                                       |                        |                    |                    |                                                   |

## Personnages

### Jack Harper
Jack Harper fait son apparition dans la série au quatorzième épisode de la première saison en tant que nouvel expert médico-légal. Dès son arrivée, il est décrit par Tru comme tour à tour « odieux et charmant » et ce, avant de découvrir la véritable raison de sa venue à la morgue.
Jack Harper est, comme l'héroïne, capable de revivre les journées lorsque des cadavres demandent de l'aide, mais à l'inverse de Tru, Jack s'assure que l'issue du deuxième jour soit identique à celle du premier, convaincu que si une personne meurt, ce n'est pas par hasard et que bouleverser le destin a des répercussions néfastes non seulement sur la victime mais également sur tous les gens susceptibles d'être un jour en contact avec elle.
La série a maintenant deux personnages principaux qui s'affrontent mais ce qui fait l'originalité de Tru Calling, c'est que cet affrontement ne repose pas sur l'opposition du bien et du mal.

## Réception
Tru Calling a reçu des critiques différentes par les fans et les médias. La série a reçu deux nominations en 2004 aux Teen Choice Awards, "Choice Breakout TV Show" et "Choice Breakout TV Star - Female" pour Eliza Dushku. Eliza a été nommée aux Saturn Award comme meilleure actrice dans une série télévisée.

### Audiences américaines
La première saison a été regardée par 4,50 millions de téléspectateurs et la deuxième par 4,89 millions.